# Mesoclemmys nasutus
Mesoclemmys nasutus är en sköldpaddsart som beskrevs av  August Friedrich Schweigger 1812. Mesoclemmys nasutus ingår i släktet Mesoclemmys och familjen ormhalssköldpaddor. Inga underarter finns listade i Catalogue of Life.
Arten förekommer i Amazonområdet och i andra delar av nordvästra Sydamerika söderut till Bolivia. Förekomsten i Ecuador och Venezuela är oviss.